# Notgeld

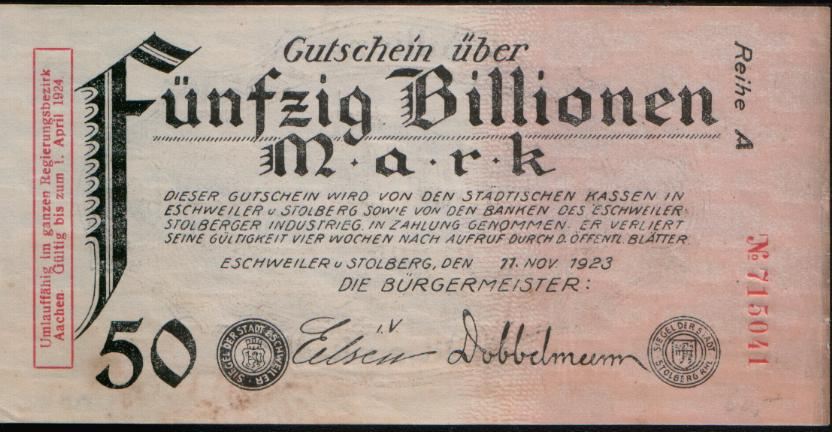
Billete de notgeld emitido por las ciudades de Eschweiler y Stolberg, cerca de Aquisgrán. Nótese el valor facial de 50 billones de marcos, fechado el 11 de noviembre de 1923.

Notgeld (en alemán "dinero de emergencia" o "dinero de necesidad") fue el nombre dado al dinero de necesidad emitido en Alemania y Austria con el fin de enfrentar situaciones de crisis económica, causadas sobre todo por la hiperinflación ocurrida después de la Primera Guerra Mundial.
En tanto los Imperios Centrales habían emitido gran cantidad de papel moneda, con el fin de solventar los gastos de guerra, surgió una importante hiperinflación en esos países debido a la abundancia de circulante sin respaldo, emitido por las autoridades gubernamentales del Reichsbank. 
Debido a la perturbación económica causada por la hiperinflación, autoridades municipales estimularon mecanismos de trueque en localidades pequeñas, pero debido a que la expansión económica impedía prescindir totalmente del dinero, dichos municipios emitieron documentos que, a semejanza de un vale, podían ser usados como medio de intercambio con un valor facial fijo, reemplazando a la moneda emitida por el gobierno central. 
Estas emisiones fueron llamadas notgeld, y circulaban en pequeño volumen, de acuerdo a las necesidades. Inicialmente algunos municipios emitieron el notgeld por un valor facial reducido, debido a que la primera "víctima" de la inflación fueron las monedas de metal, por lo cual la escasez de éstas fue paliada con notgeld. Otros ayuntamientos aprovecharon la emisión del notgeld para agregarle viñetas coloridas y pintorescas, de corto tiraje y de validez limitada por el tiempo y lugar (algunas con fecha de vencimiento o sólo útiles para servicios públicos), que fueron apodadas Serienscheine.
El notgeld estaba respaldado por los mismos ayuntamientos o por cajas de ahorro locales, y su uso estaba limitado a su ciudad de origen; en otros casos se limitaba su empleo mediante fechas de vencimiento, o reduciendo las situaciones donde eran aceptables como medio de pago. La urgencia económica motivó que algunas casas comerciales o empresas industriales emitieran sus propios notgeld para ser usados como medio de pago interno, respaldados por sus propios fondos, debido a la rápida devaluación del dinero.
El notgeld no era considerado propiamente como dinero de curso legal, sino como un medio de pago aceptado comúnmente dentro de un pequeño territorio o ante una entidad específica, como un sucedáneo del casi inservible dinero emitido por el gobierno central. Usualmente el notgeld era emitido en forma de papel moneda, pero algunas entidades emitieron monedas de metal en cuanto fue posible; otras formas de notgeld fueron piezas de cuero, retazos de tela de cierto valor (seda o lino), sellos postales, o inclusive naipes.
Conforme la hiperinflación avanzaba en Alemania, las piezas del notgeld empezaron a emitirse en valores faciales cada vez más altos, por centenares, miles o hasta millones de marcos, y en papel cada vez más barato a fin de ahorrar costos. Cuando a inicios de 1923 la hiperinflación parecía ya fuera de control, muchas piezas de notgeld fueron emitidas sin valor dinerario, sino expresando cantidades de productos como trigo, centeno, madera, azúcar, carbón, electricidad o inclusive dólares de EE. UU.. Estas emisiones fueron denominadas en alemán Wertbeständige o "billetes de valor fijo".
Conforme la hiperinflación fue extinguida en noviembre de 1923 con la entrada en vigencia del Rentenmark, las piezas de notgeld dejaron de usarse paulatinamente, y cesó su aceptación por el público, por lo cual hacia el año 1924 dejaron de circular, a medida que el marco alemán recuperaba su poder adquisitivo, lo que acabó haciendo innecesario el notgeld.

## Galería

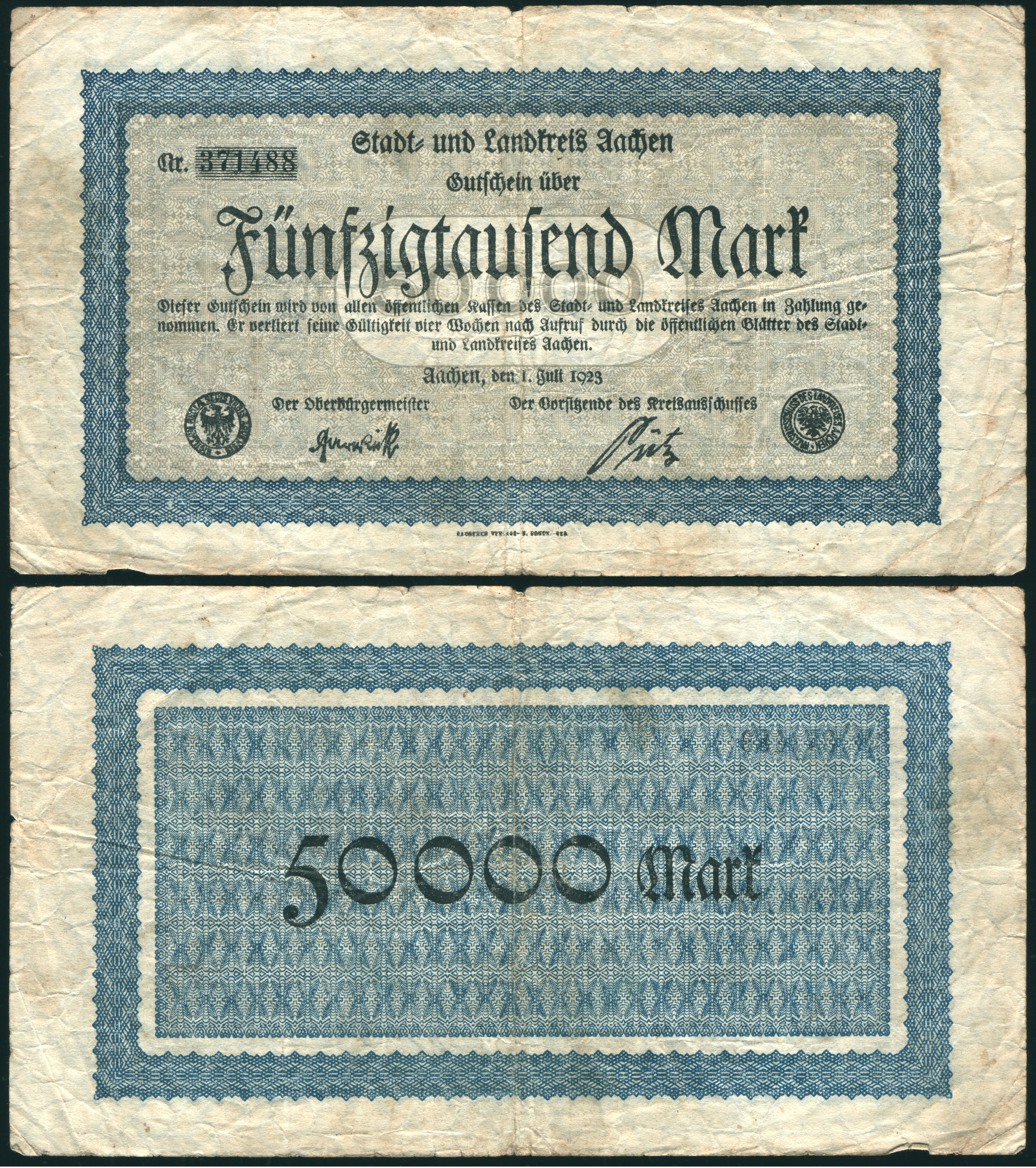
Aquisgrán
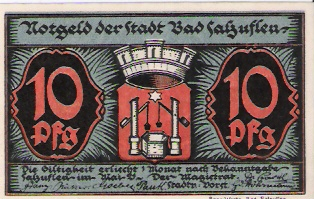
Bad Salzuflen
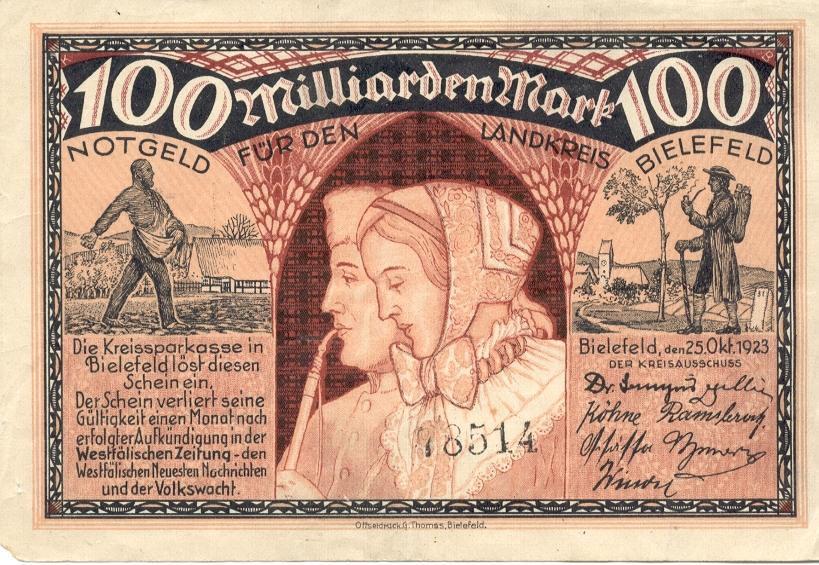
Kreissparkasse de Bielefeld
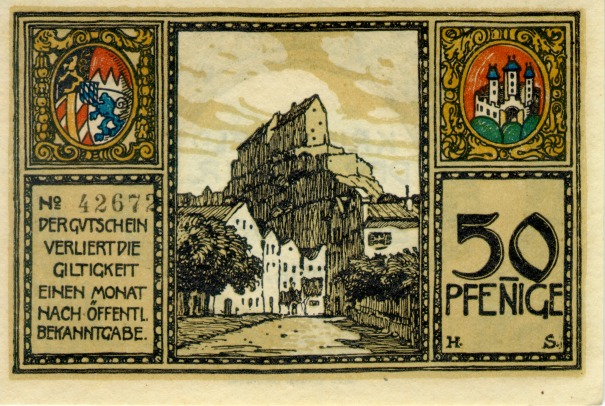
Burghausen
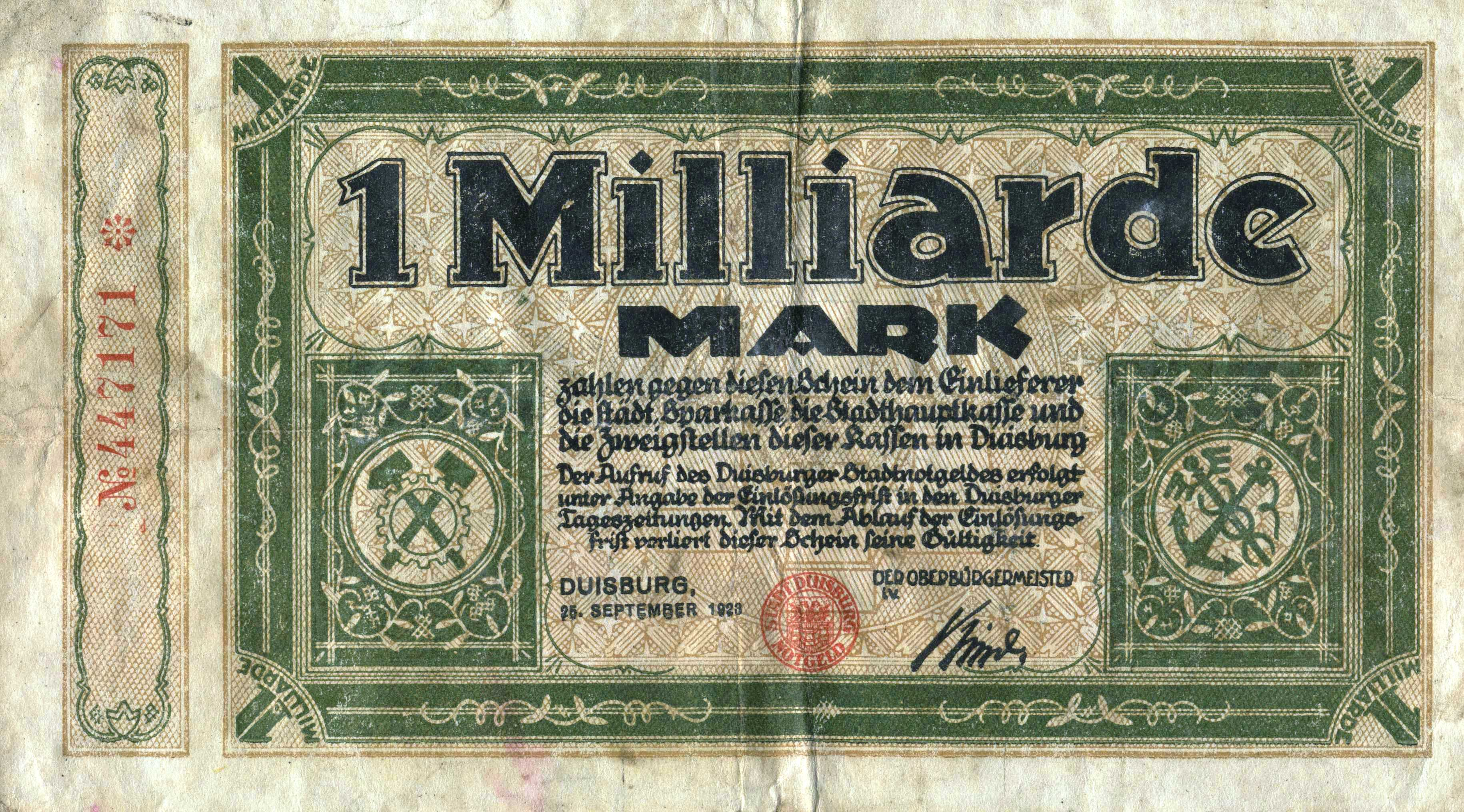
Duisburgo
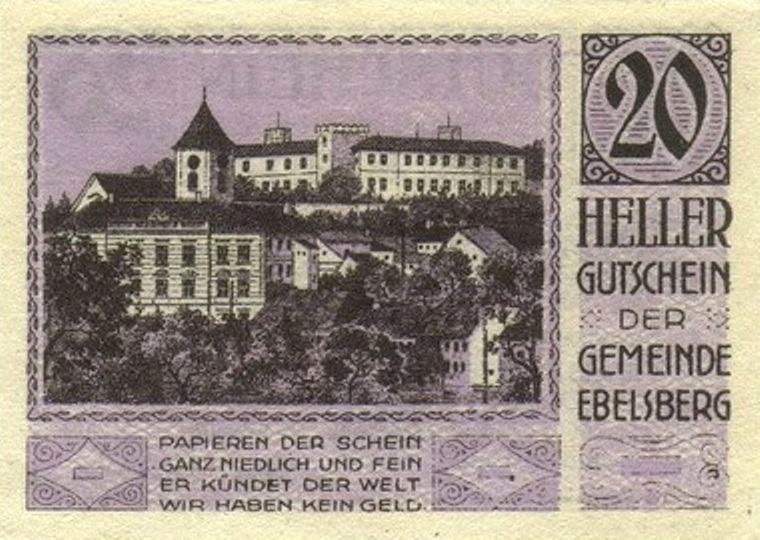
Ebelsberg
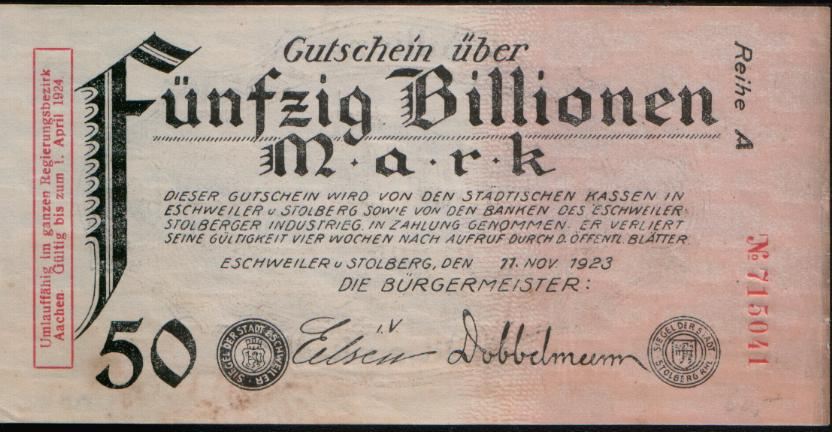
Eschweiler und Stolberg
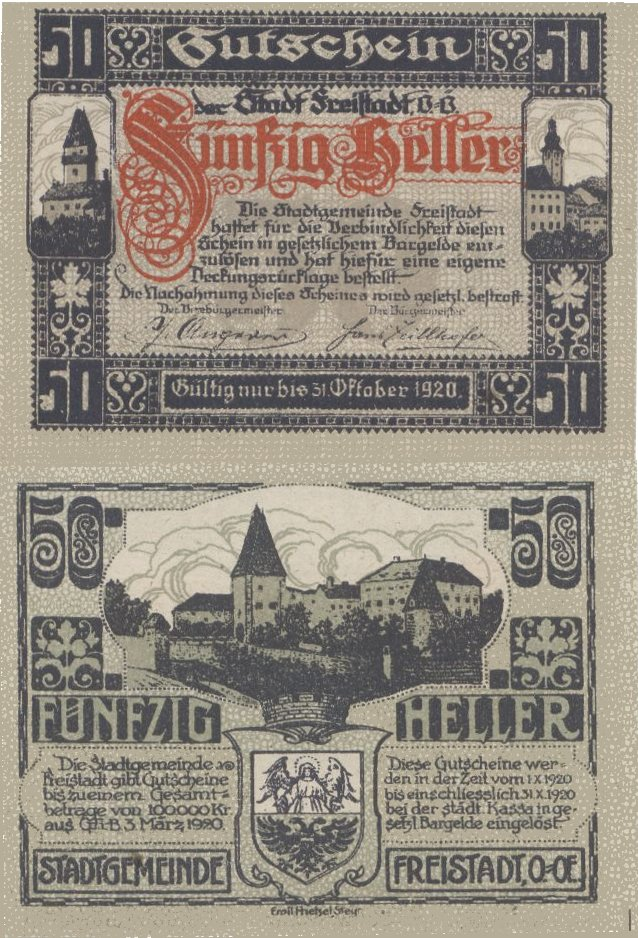
Freistadt
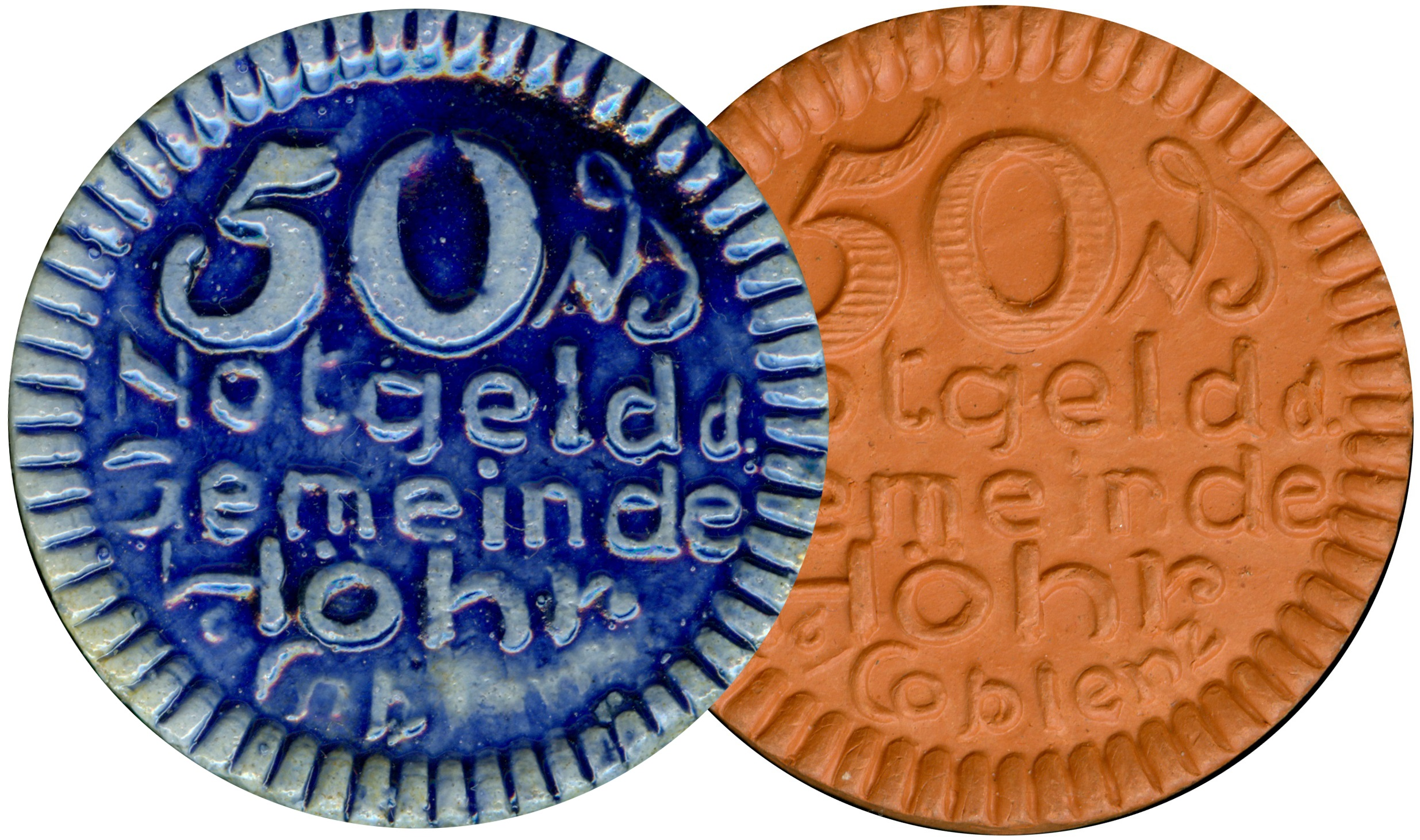
Höhr
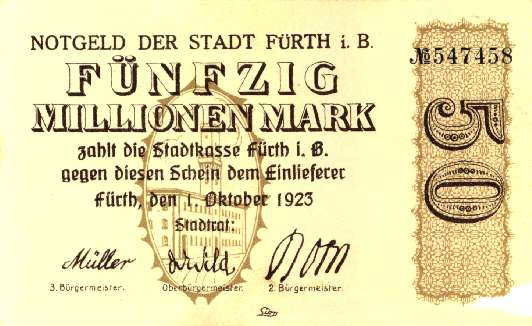
Fürth
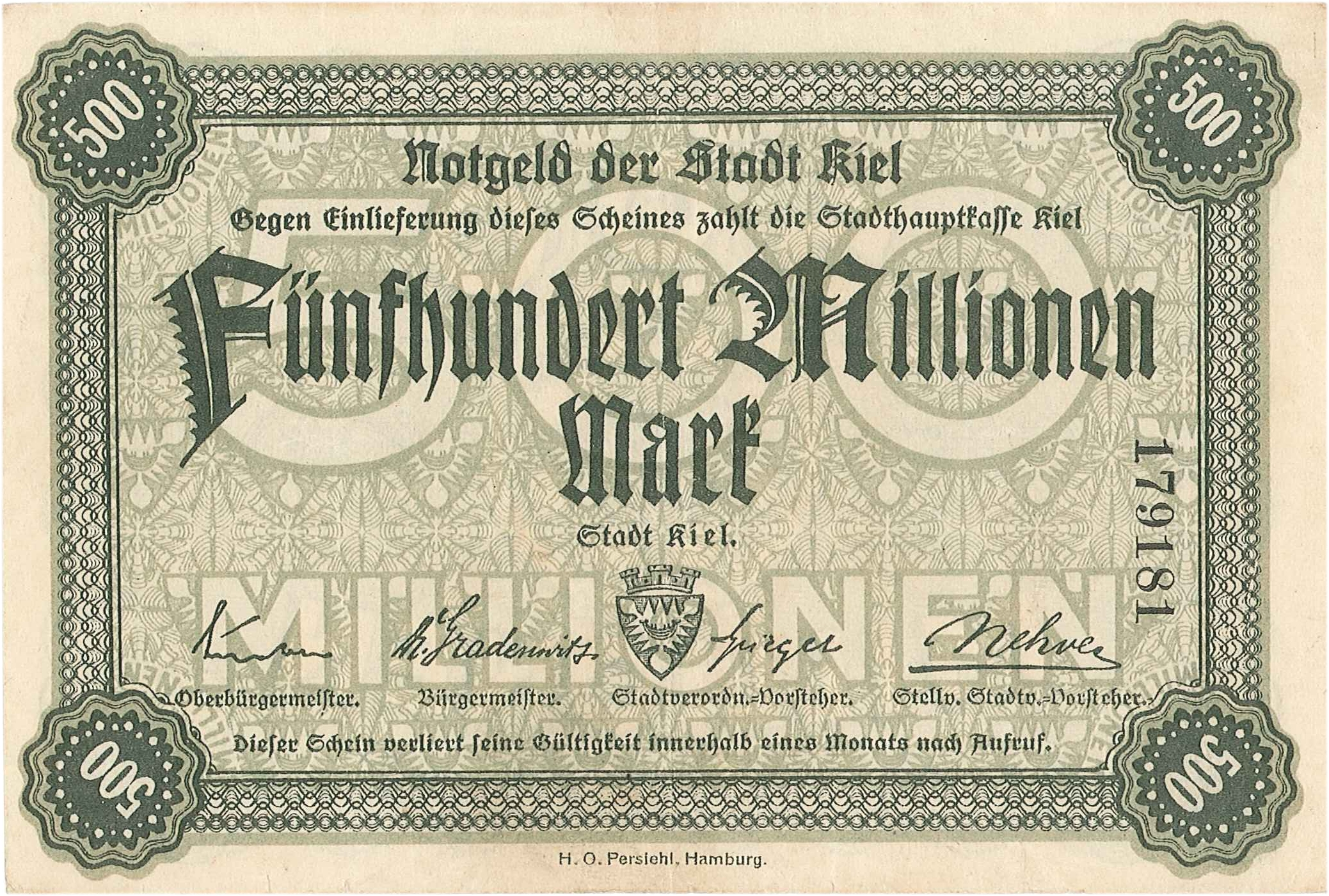
Stadthauptkasse de Kiel
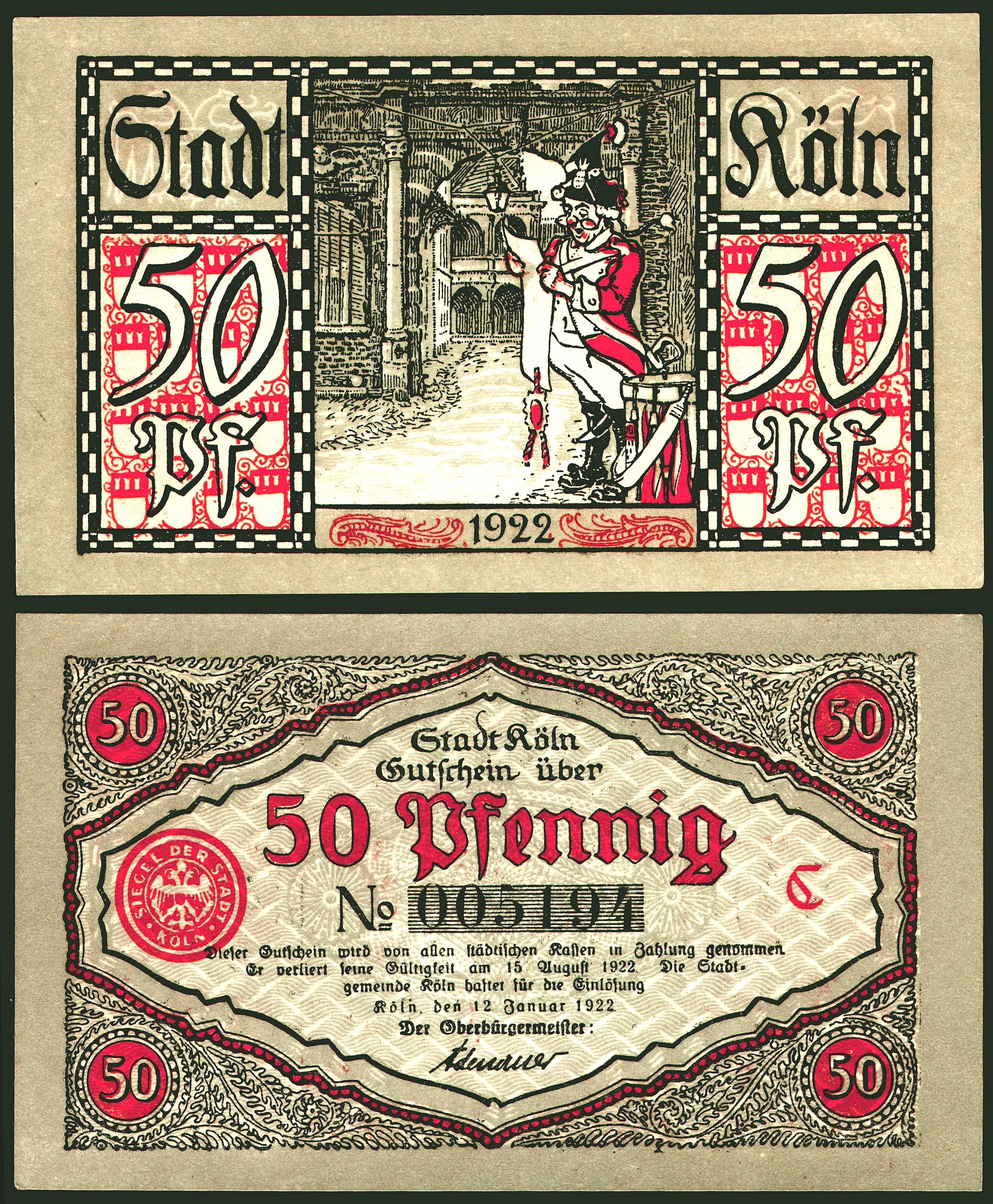
Colonia
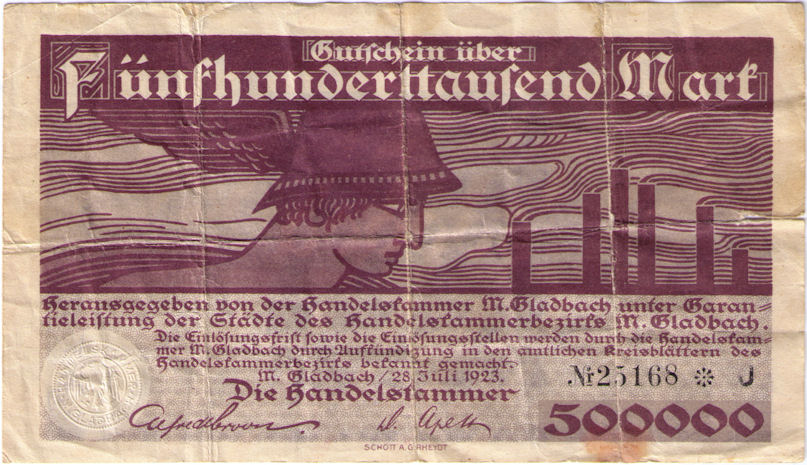
Cámara de comercio de Mönchengladbach
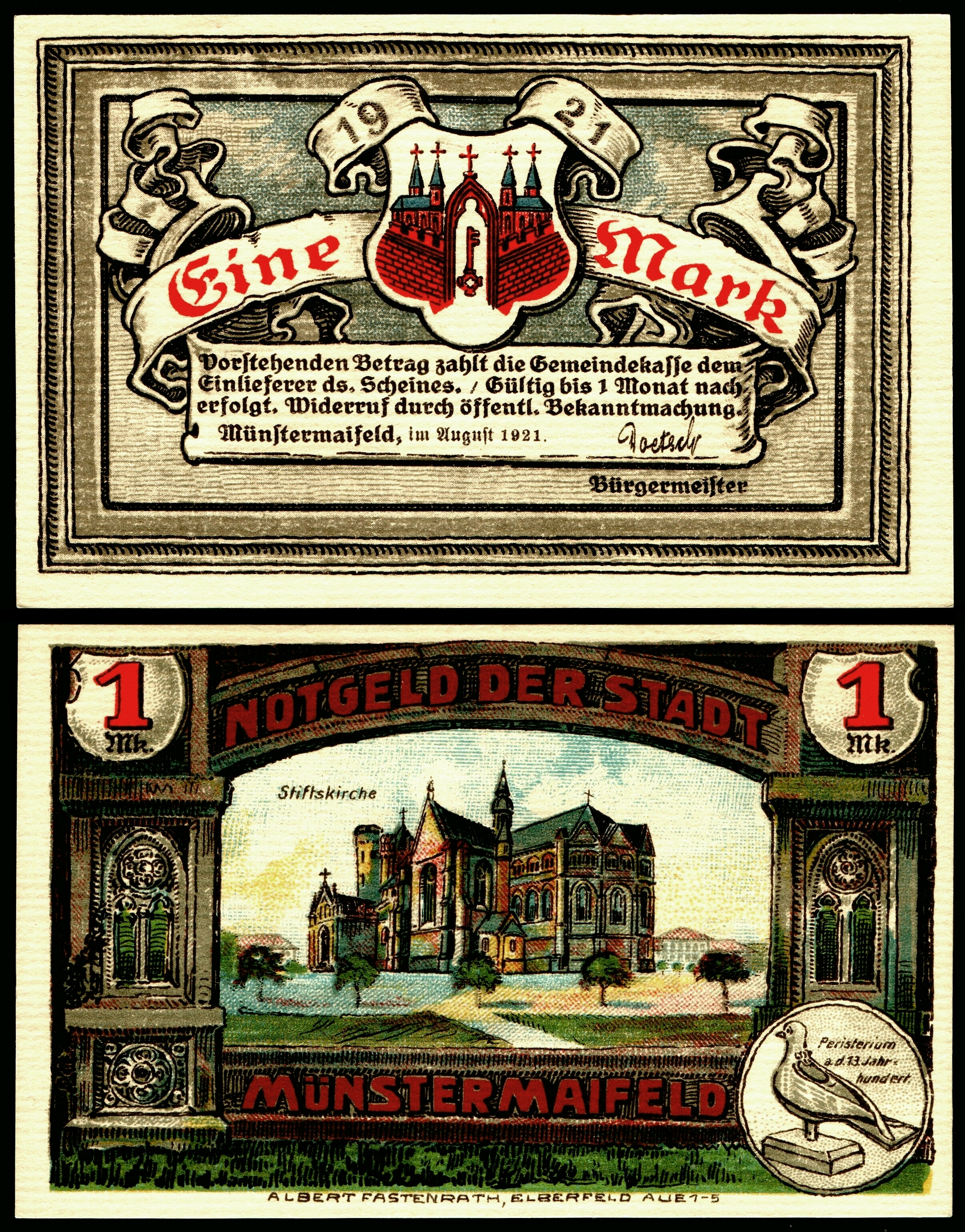
Münstermaifeld
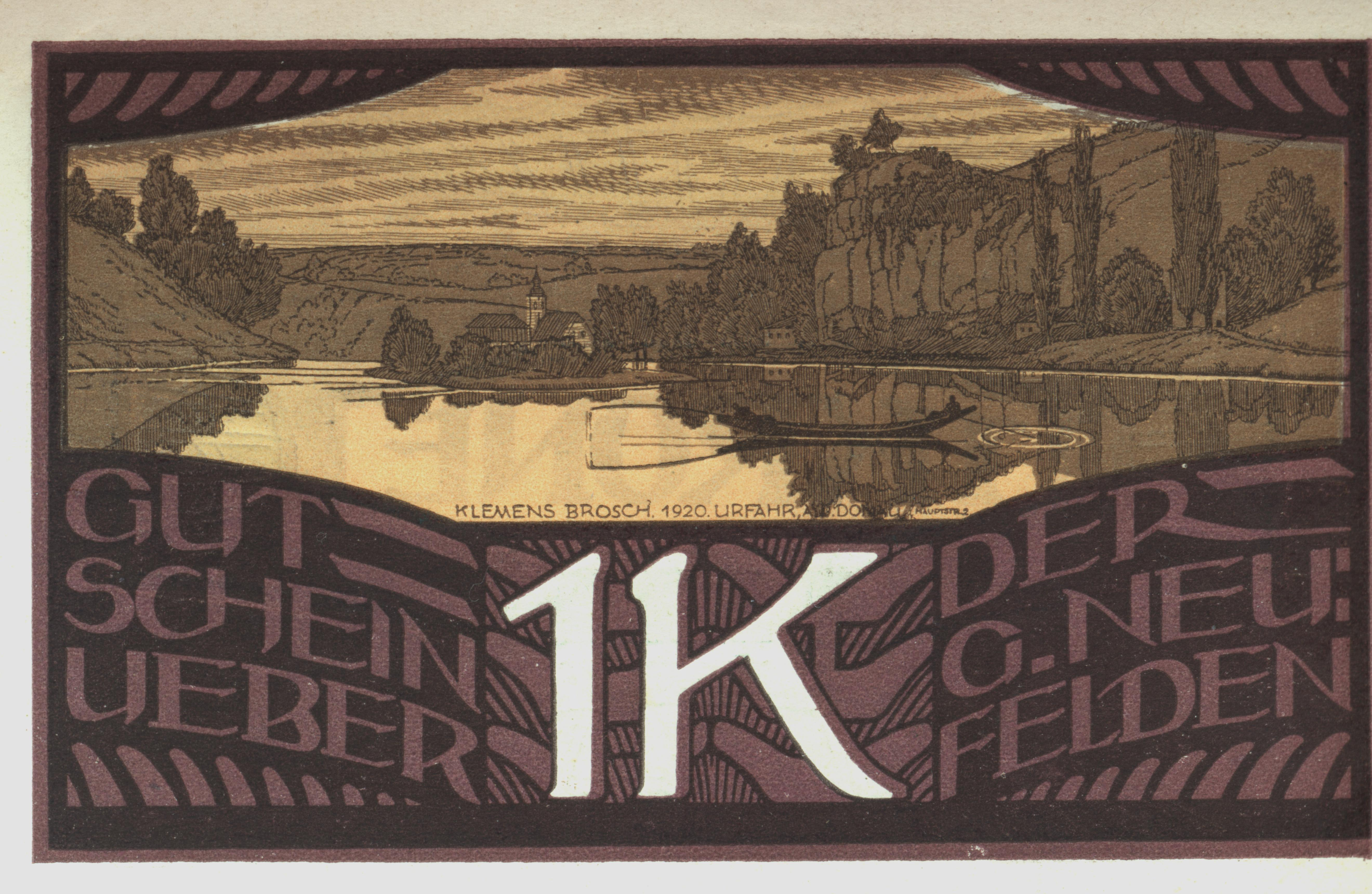
Neufelden
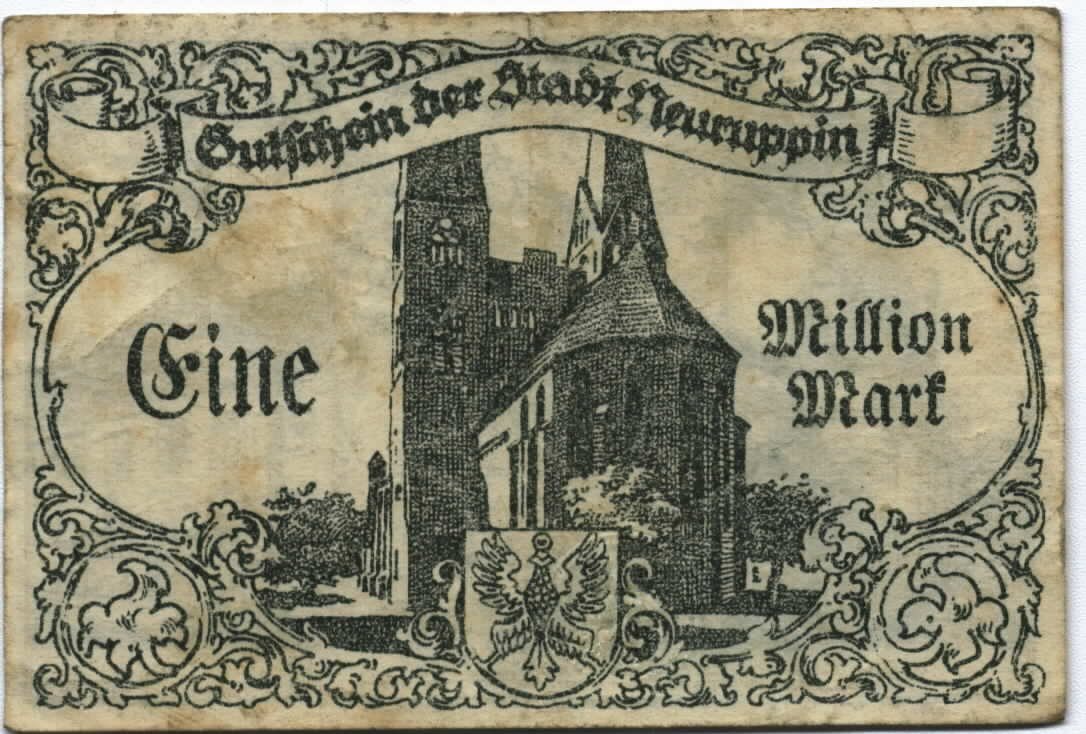
Neuruppin
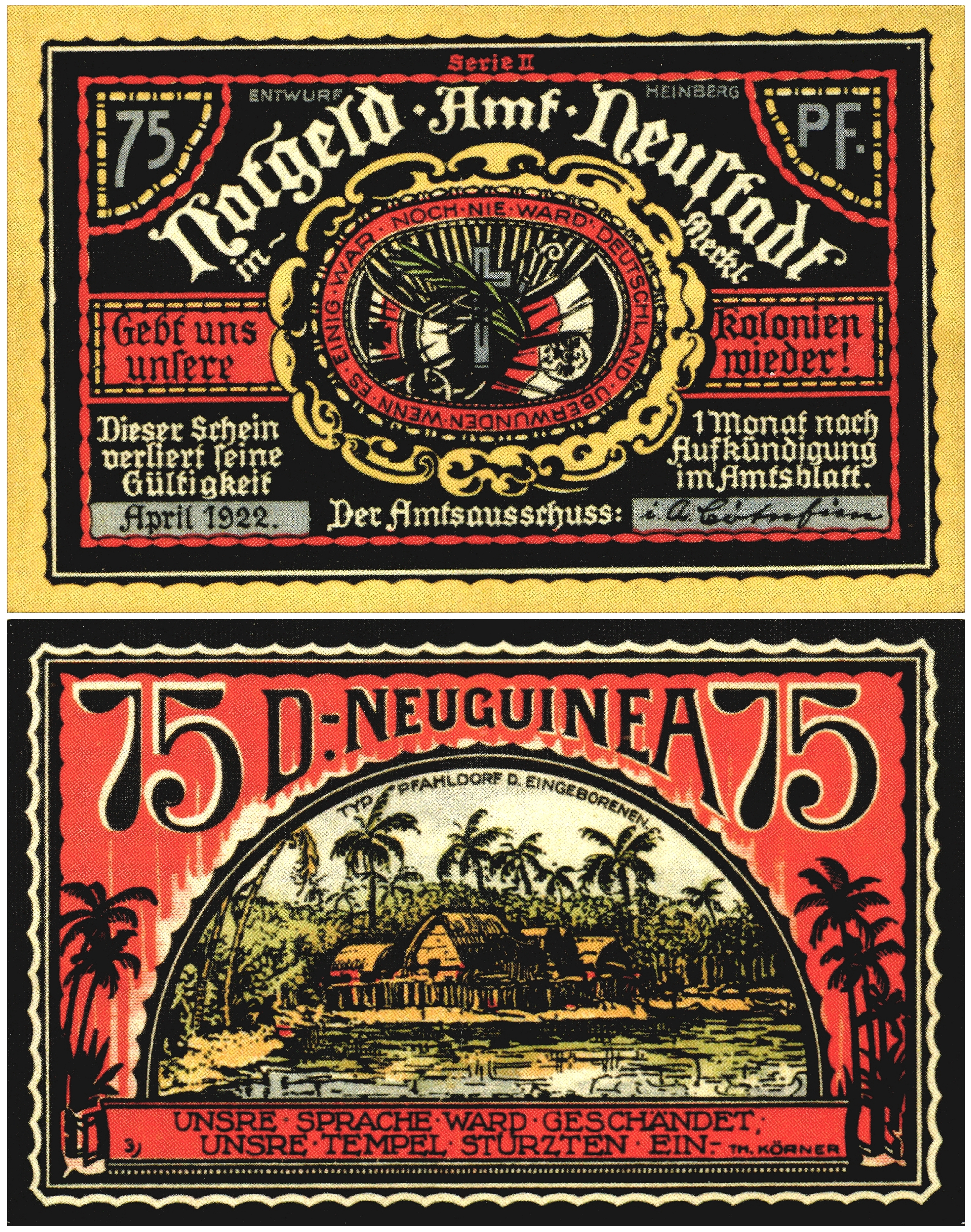
Neustadt-Glewe
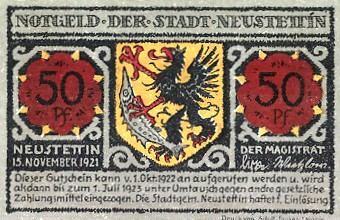
Neustettin
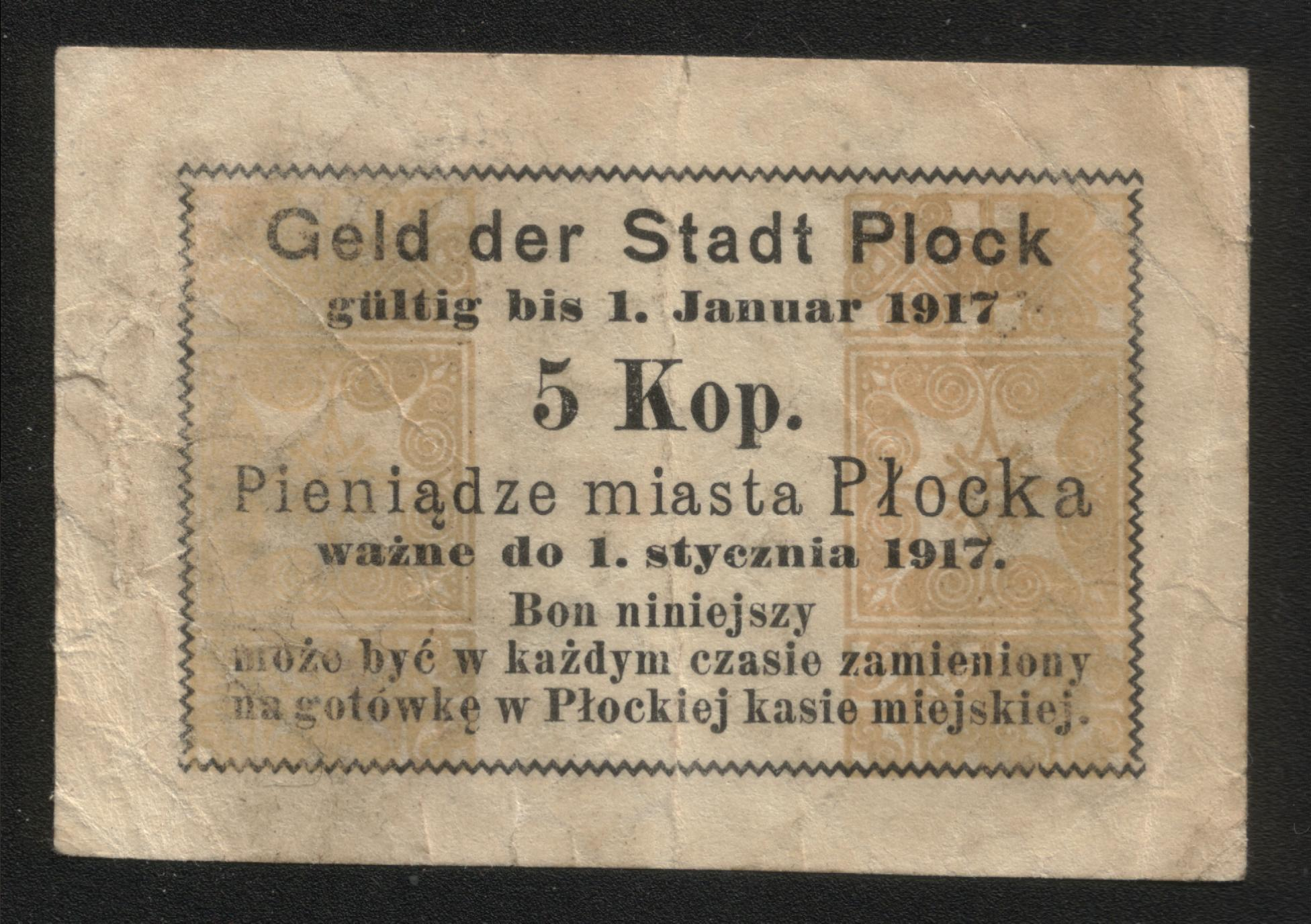
Płock
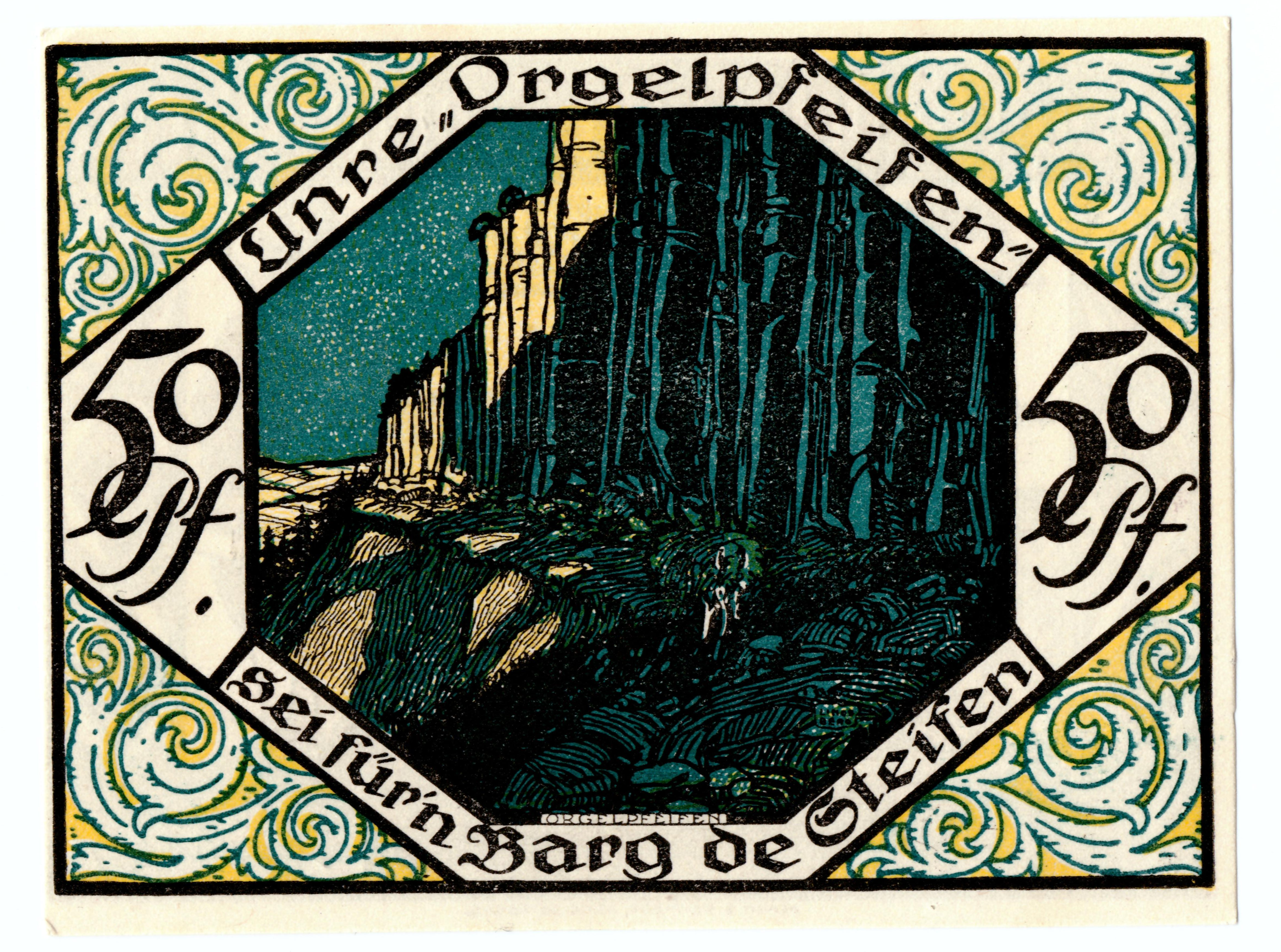
Scheibenberg
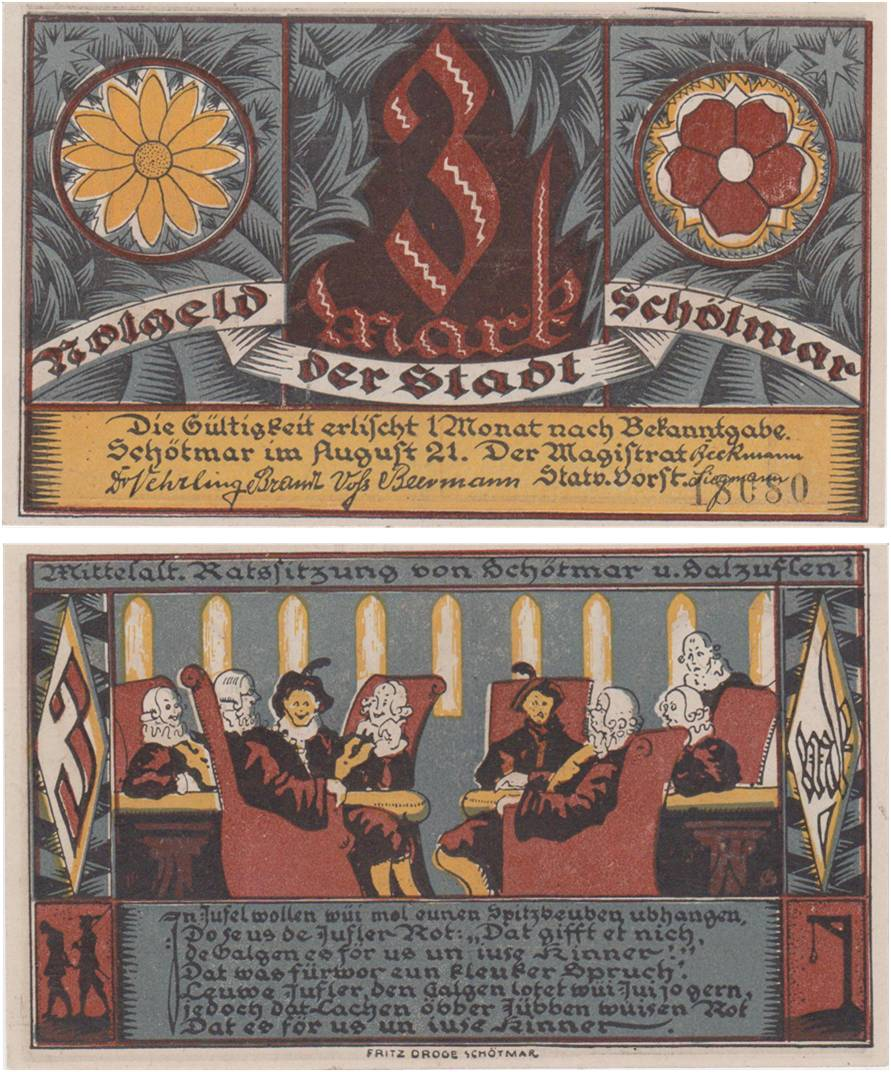
Schötmar
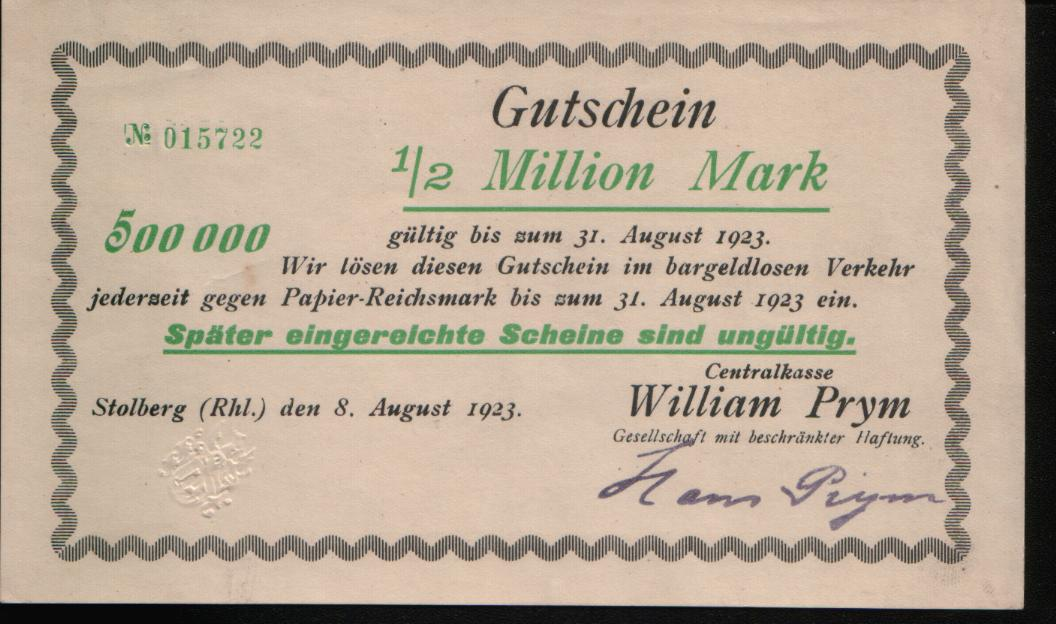
Stolberg Grupo Prym
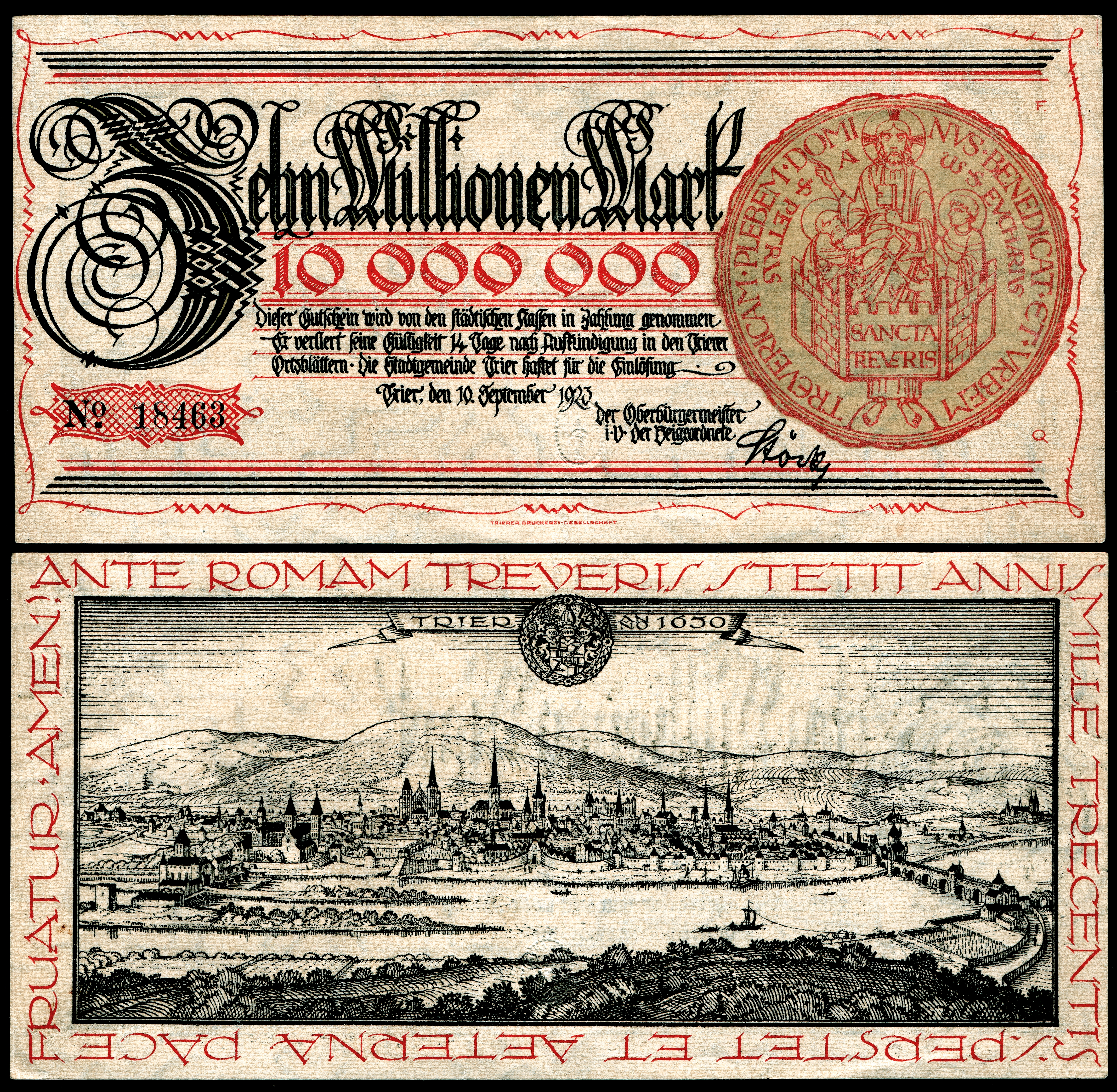
Tréveris
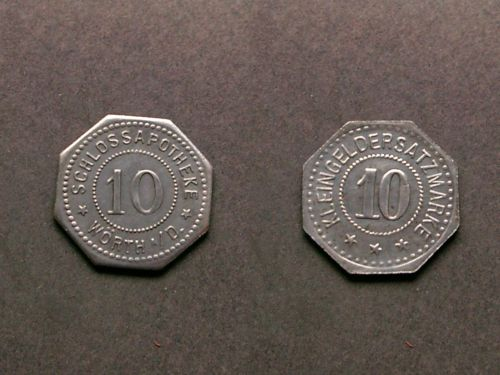
Schlossapotheke de Wörth an der Donau